# Дейвид Брабам
Дейвид Брабам (на английски: David Brabham) е австралийски пилот от Формула 1, роден е на 5 септември 1965 г. в Уимбълдън, Лондон, Великобритания. Също така той е участвал в няколко спортни автомобилни състезания и е един от четиримата австралийци който печели 24-те часа на Льо Ман. Той е действащия шампион на американските серии на Льо Ман като през 2009 е и шампион в тези серии. Дейвид Брабам е най-младият син на трикратния световен шампион и баща Джак Брабам.

## Кариера във Формула 1
Дейвид Брабам дебютира във Формула 1 през 1990 г. в Голямата награда на Сан Марино с тима на Брабам, в световния шампионат на Формула 1 записва 30 участия като не успява да запише точки. Състезава се за два отбора.

## Резултати от Формула 1
| Година | Отбор                     | Шаси        | Двигател | 1      | 2       | 3       | 4       | 5       | 6       | 7       | 8       | 9       | 10      | 11      | 12      | 13      | 14      | 15      | 16      | WDC | Точки |
| ------ | ------------------------- | ----------- | -------- | ------ | ------- | ------- | ------- | ------- | ------- | ------- | ------- | ------- | ------- | ------- | ------- | ------- | ------- | ------- | ------- | --- | ----- |
| 1990   | Motor Racing Developments | Брабам BT59 | Джъд V8  | USA    | BRA     | SMR DNQ | MON Ret | CAN DNQ | MEX Ret | FRA 15  | GBR DNQ | GER Ret | HUN DNQ | BEL Ret | ITA DNQ | POR Ret | ESP DNQ | JPN Ret | AUS Ret | НК  | 0     |
| 1994   | MTV Simtek Ford           | Симтек S941 | Форд V8  | BRA 12 | PAC Ret | SMR Ret | MON Ret | ESP 10  | CAN 14  | FRA Ret | GBR 15  | GER Ret | HUN 11  | BEL Ret | ITA Ret | POR Ret | EUR Ret | JPN 12  | AUS Ret | НК  | 0     |